# Bombycidae
Bombycidae là một họ bướm đêm. Loài nổi tiếng trong họ này là Bombyx mori (Linnaeus) hay tằm, là loài bản địa của Trung Quốc và đã được thuần hóa hơn một thiên niên kỷ. Một loài nổi tiếng khác là Bombyx mandarina, cũng là loài bản địa ở châu Á.

## Các chi
Danh sách này gồm các tên đặt trước. Các chi như Apatelodes và Olceclostera được xếp vào họ Apatelodidae, nếu chúng được xem là đúng. Ephoria có thể là tên đồng nghĩa của Epholca (Geometridae: Ennominae: Ourapterygini), và Epia có thể là tên đồng nghĩa của Hadena (Noctuidae: Hadeninae: Hadenini).
| - Agriochlora - Andraca - Anticla - Aristhala - Arotros - Bivincula - Bivinculata - Bombyx - Carnotena - Chazena - Cheneya - Clenora - Colabata - Colla - Dalailama - Diversosexus - Dorisia - Drepatelodes - Ectrocta - Elachyophtalma | - Ernolatia - Falcatelodes - Gnathocinara - Gunda - Hanisa - Hygrochroa - Laganda - Microplastis - Minyas - Moeschleria - Mustilia - Mustilizans - Naprepa - Norasuma - Oberthueria - Ocinara - Orgyopsis - Penicillifera - Phiditia - Prismoptera | - Prismosticta - Prothysana - Pseudandraca - Pseudoeupterote - Quentalia - Rolepa - Rondotia - Sorocaba - Spanochroa - Tamphana - Tarchon - Tepilia - Thelosia - Theophila - Thyrioclostera - Trilocha - Triuncina - Vinculinula - Zanola - Zolessia |

## Hình ảnh

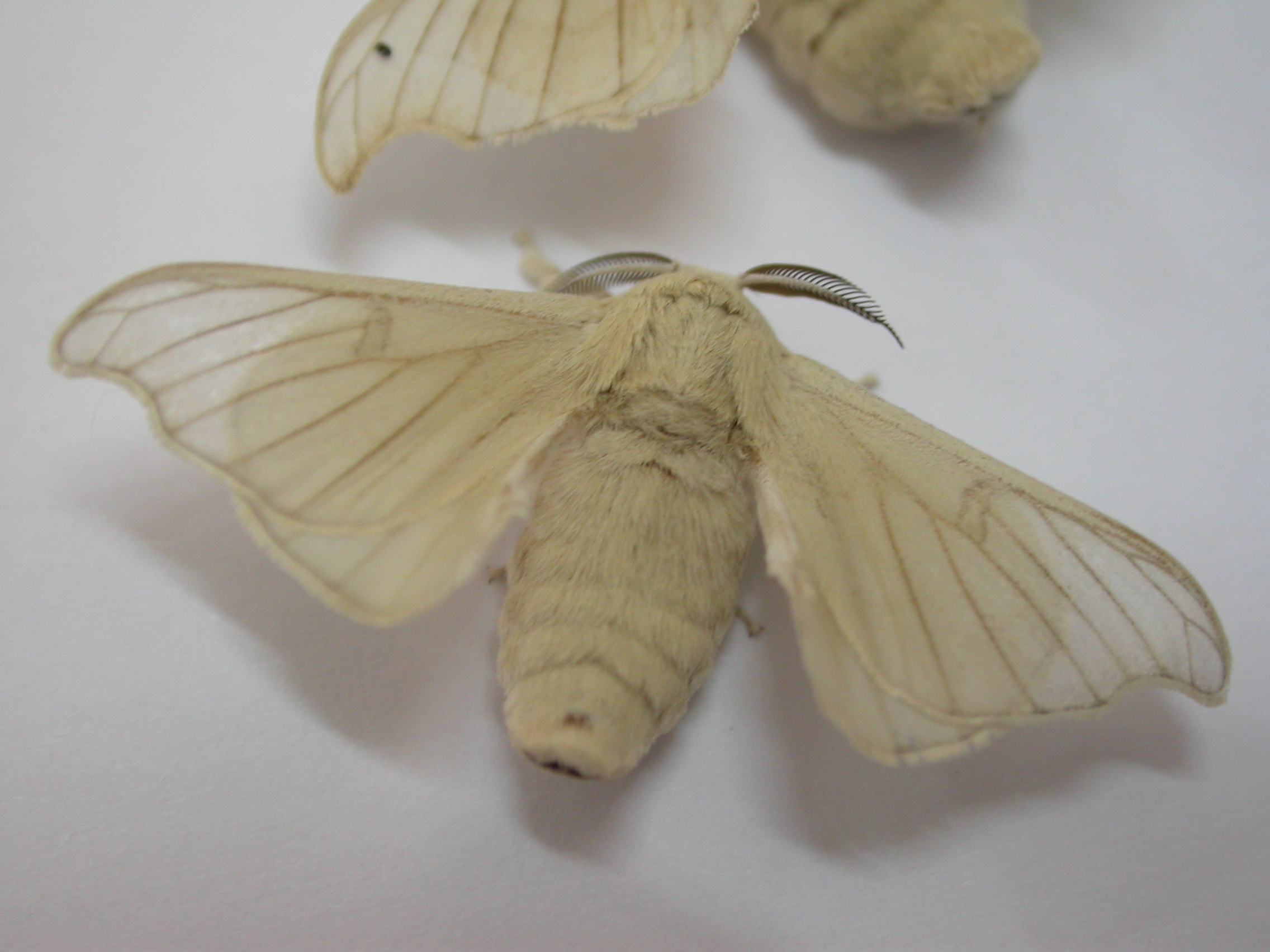
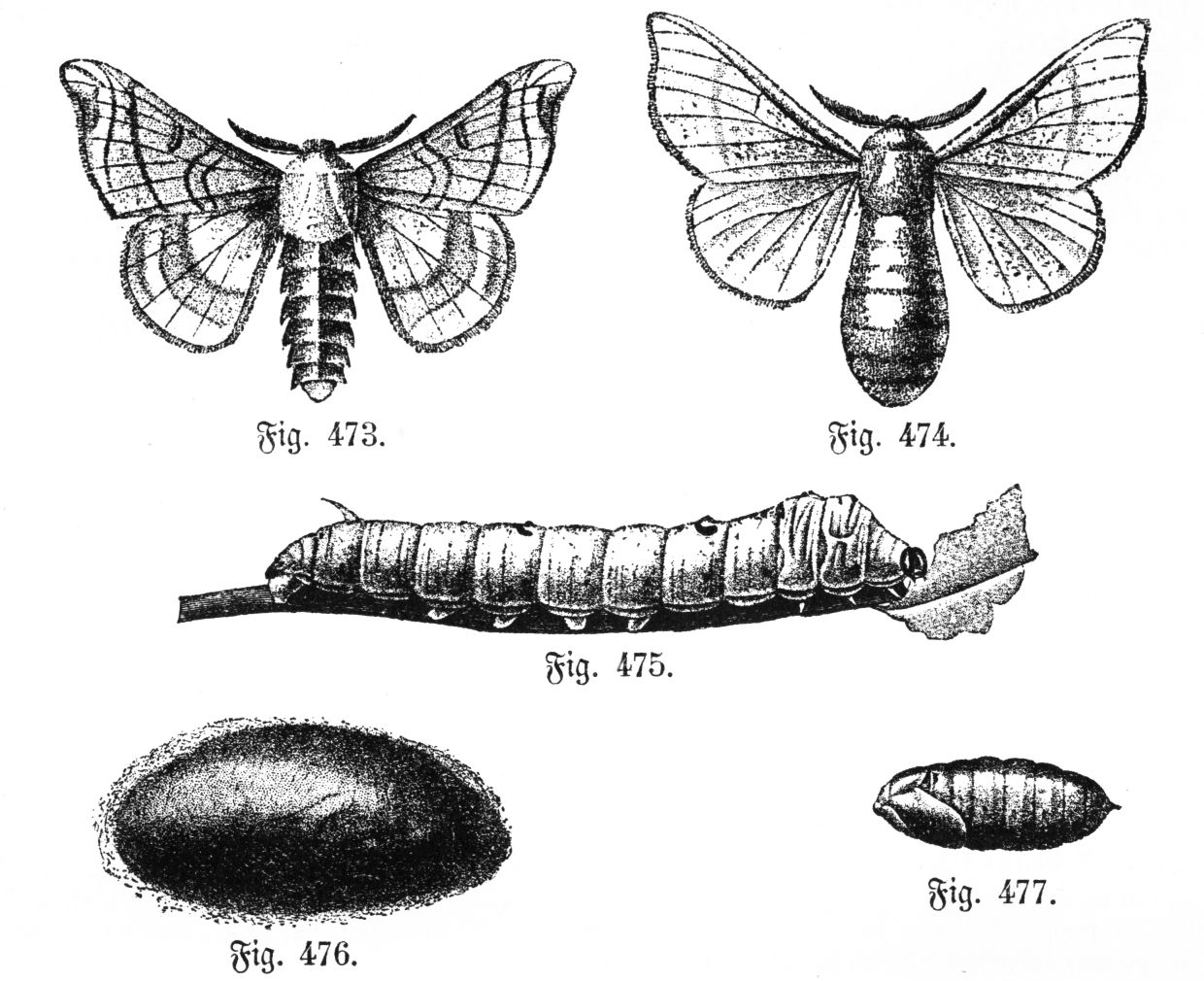
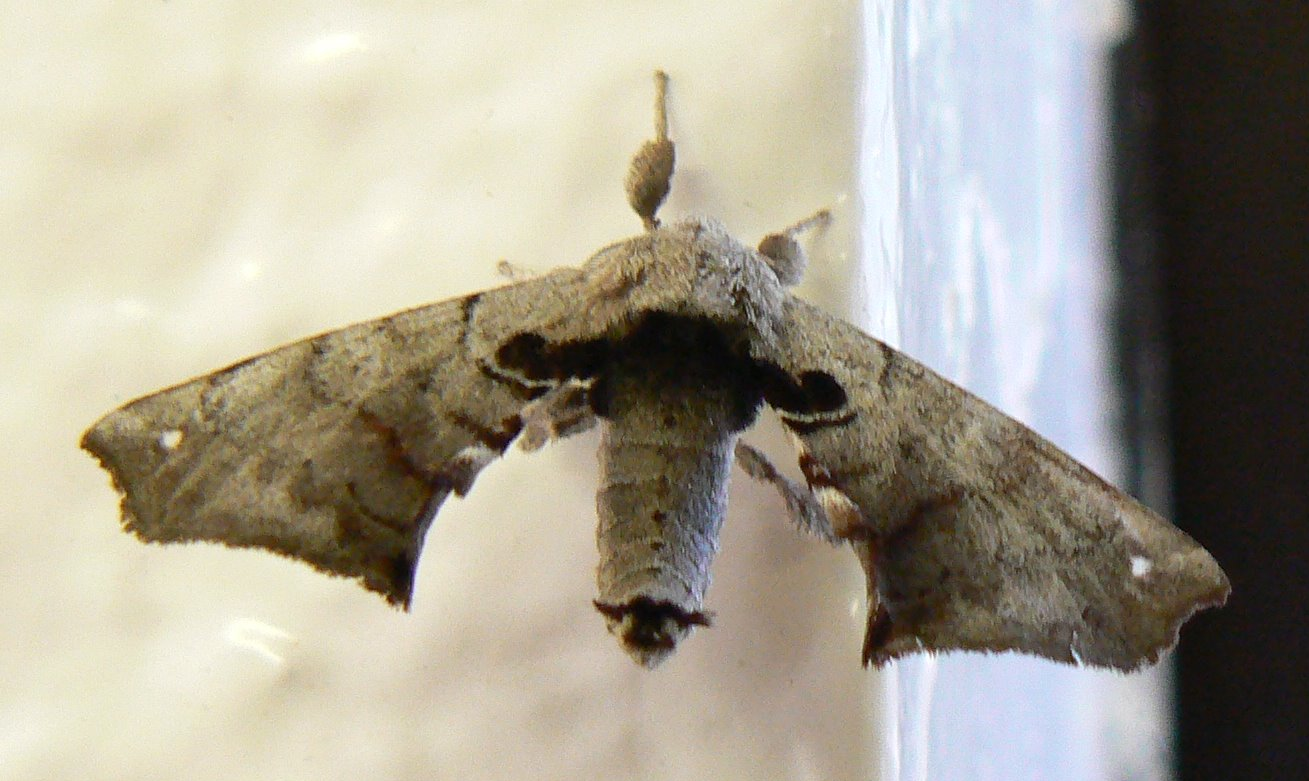